# Yousry Nasrallah
Pour les articles homonymes, voir Nasrallah (homonymie).
Yousry Nasrallah (يسرى نصرالله), né en 1952 au Caire, est un réalisateur égyptien contemporain. Il réalise plusieurs films de fiction, décrivant notamment la société égyptienne, et devient, après la mort de Youssef Chahine avec qui il a travaillé, un des chefs de file du cinéma égyptien.

## Biographie
Né en 1952, Yousry Nasrallah est étudiant de l’Institut du Cinéma du Caire. Après avoir vécu quatre ans, de 1978 à 1982, à Beyrouth comme critique de cinéma, il devient assistant de Youssef Chahine et est le coscénariste de Adieu Bonaparte (1984) et Alexandrie encore et toujours (1990).
Il réalise son premier long métrage, Vol d'été, dont l'action se situe en juillet 1961 au moment de la réforme agraire voulue par Nasser, un film sorti en 1988, primé dans de nombreux festivals et présenté à la quinzaine des réalisateurs à Cannes en 1987,,. Le film suivant, Marcides, sorti en 1993, évoque la désillusion après les rêves de révolution nassérienne, les problèmes de l'oppression et de l'enrichissement illégal. Il est aussi l’auteur d’un documentaire émouvant sur la jeunesse égyptienne intitulé À propos des garçons, des filles et du voile (1995), sur l'evolution conservatrice et religieuse en Égypte concernant les relations amoureuses et le port du voile ainsi que sur les nouveaux codes amoureux. Son film La Ville (المدينة, Al Medina), tourné en 1999, obtient l'année suivante le Prix du public lors du 10e Festival du cinéma africain de Milan.
Dans les années 2000, il réalise plusieurs films de fiction sur la société égyptienne et le moyen-orient, notamment La Porte du soleil, une adaptation du roman du Libanais Elias Khoury sur l'histoire du peuple palestinien, L'Aquarium, ou encore Femmes du Caire,  fiction sur le port du voile,
Lors de la révolution égyptienne de 2011, il filme avec une caméra Sony DSC-TX7 en AVCHD les manifestants sur la place Tahrir le jour, puis protège ses voisins avec le comité révolutionnaire de quartier la nuit, des images intégrées au film collectif 18 jours. À la suite de la révolution, il accepte de faire partie du CNC égyptien, et de donner des cours à l'institut du cinéma ; dans les deux cas, « tout est à faire ». Il réalise aussi de nouveaux longs-métrages de fiction, tels Après la bataille, métaphore sur cette révolution égyptienne de 2011, puis Le Ruisseau, le Pré vert et le Doux Visage, où il suit une famille de cuisiniers dans le tourbillon des préparatifs d’une noce, prétexte à un portrait de l’Égypte contemporaine

## Filmographie
- 1988 : Vol d'été (Sarikat Sayfeya)[2]
- 1993 : Marcides
- 1995 : À propos des garçons, des filles et du voile (Sobyan wa banat)
- 1999 : La Ville (المدينة, Al Medina)
- 2004 : La Porte du soleil (باب الشمس, Bab el Shams)[12]
- 2007 : L'Aquarium (جنينة الأسماك, Geneinet el Asmak)
- 2010 : Femmes du Caire (إحكي يا شهرزاد, Ehky ya Shehrazade)
- 2011 : 18 jours
- 2012 : Après la bataille (بعد الموقعة, Baad el Mawkeaa)
- 2016 : Le Ruisseau, le Pré vert et le Doux Visage (Al Ma' wal Khodra wal Wajh al Hassan)

## Prix et récompenses
- Prix Lina Mangiacapre, Mostra de Venise, 2009